# علی گلستانه
محمد گلستانی معروف به علی گلستانه (۱۳۱۹–۱۴۰۰) نقاش ایرانی بود.

## زندگی
گلستانه متولد ۱۳۱۹ در تهران و دارای مدرک کارشناسی رشته نقاشی از دانشکده هنرهای زیبا بود. او در دبیرستان جم قلهک با آیدین اغداشلو و عباس کیارستمی همکلاس بود.علی گلستانه (محمد گلستانی) نقاشی را نزد علی‌اصغر پتگر آموخت. او در سال ۱۳۳۸ به دانشکده هنرهای زیبای دانشگاه تهران رفت و در سال ۱۳۵۱ از آنجا با داشتن ورقه دانشنامه، درس هنر را به پایان رساند. گلستانه از ۱۳۴۸ تا ۱۳۵۶ در انگلستان مقیم بود و در مدرسه چاپ لندن وابسته به دانشگاه لندن تحصیل آزاد کرد.
گلستانه پس از چندی به سمت طراح و نقاش نشریه باشگاه رویال اتومبیل انگلستان مشغول کار شد. اولین نمایشگاه از کارهای مدادرنگی‌اش را در گالری شهر، در تهران، در سال ۱۳۵۵ برگزار کرد. او در سال ۱۳۵۸ به اسپانیا رفت. دو نمایشگاه در شهر مادرید در سال ۱۳۶۳ و ۱۳۶۵ و نمایشگاه دیگری در سانتا اوللالیا، ایبینزا در سال ۱۳۶۰ برگزار کرد.
گلستانه در سال ۱۳۶۶ به ایران برگشت و از آن تاریخ در کشور ماند و چندین نمایشگاه انفرادی در گالری‌های گلستان، اعتماد، هور امکان و مریم فصیحی هرندی برگزار کرد. آخرین نمایشگاه او مردادماه سال گذشته در گالری ۰۰۹۸۲۱ برگزار شده بود.مناظر طبیعی از محبوب‌ترین موضوعات در آثار او بودند و گلستانه نقاشی‌های مختلفی را از مناظر طبیعی در طول سال‌ها نقاشی کرده بود. موضوع منظره او را به چهره‌ای محبوب در هنر ایران تبدیل کرد.

## ویژگی آثار
علی گلستانه نقاشی پرکار بود و از لحاظ تکنیک و محتوا آثار متنوعی داشت. مجموعه آثار طبیعت او از شهرت به‌سزایی برخوردار است. او از انتزاع به واقعیت حرکت می‌کرد و در میانه راه جهانی متفاوت از دریافت‌های ساده و اشباع شده ما از جهان اطراف را پدیدمی‌آورد. گلستانه با تکیه بر تکنیک‌های متفاوت و به‌چالش‌کشیدن مفهوم سبک در آثارش از مرزهای دریافتگری و دریافت‌نمایی تا سمبولیسم عبور کرده و به هیچ مرزی پایبندی نشان نمی‌داد.خصیصه مهمی که گلستانه در آثارش، به‌خصوص در مناظر به‌دست‌آورد به تصویر درآوردن تفاوت اقلیم و آب‌وهوا در کارهایش بود؛ به‌طور مشخص در تصاویر او از مناظر شهر یزد می‌توان گرمی و خشکی هوا و آفتاب داغ را کاملاً احساس کرد یا در مناظر اسپانیای او آب‌وهوای معتدل مدیترانه را لمس کرد.
پرتره و پیکره انسان نیز همواره از اصلی‌ترین دغدغه‌های علی گلستانه بود. او با به تصویر درآوردن تک‌چهره‌هایی از دوستان و اطرافیانش، چون فروغ فرخزاد (شاعر)، لیلی گلستان (گالری‌دار)، پرویز ملکی (گالری‌دار)، زویا پیرزاد (نویسنده)، مصطفی دشتی (نقاش)، سیمین بهبهانی (شاعر)، ژیلا ایپکچی (تدوین‌گر)، محمد مقدم (زبان‌شناس)، نادرشاه افشار و دیگران، وجهی دیگر از کارش را بازگو کرد.

## درگذشت
علی گلستانه، نقاش بامداد چهارشنبه، ۱۴ مهر ماه به علت اثرات ناشی از ابتلا به کرونا درگذشت.